# John Lone
John Lone (chiń. 尊龍; pinyin Zūn Lóng), urodzony jako Ng Kwok Leung (chiń. 吳國良); ur. 13 października 1952 w Hongkongu – amerykański aktor filmowy pochodzenia chińskiego. Jego najbardziej znane role filmowe to jaskiniowiec Charlie w filmie Człowiek z lodowca (1984), ostatni cesarz Chin, Puyi w filmie Ostatni cesarz (1987), śpiewaczka operowa Song Liling w filmie M. Butterfly (1993).

## Wybrana filmografia
- King Kong (1976) jako chiński kucharz
- Człowiek z lodowca (1984) jako jaskiniowiec Charlie
- Rok smoka (1985) jako Joey Tai
- Ostatni cesarz (1987) jako cesarz Puyi
- Moderniści (1988) jako Bertram Stone
- Echa raju (1989) jako Raka
- M. Butterfly (1993) jako Song Liling
- Cień (1994) jako Shiwan Khan
- Godziny szczytu 2 (2001) jako Ricky Tan
- Zabójca (2007) jako Chang